# Lepidosaphes pallidula
Lepidosaphes pallidula är en insektsart som först beskrevs av Williams 1969.  Lepidosaphes pallidula ingår i släktet Lepidosaphes och familjen pansarsköldlöss. Inga underarter finns listade i Catalogue of Life.